# Бурс, Людовик
Людовик Бурс (фр. Ludovic Bource; род. 1970) — французский композитор. Известен благодаря своим работам «Агент 117: Каир — шпионское гнездо», «Агент 117: Миссия в Рио» и «Артист». Обладатель премии «Золотой глобус» и «Оскар» в 2012 году.

## Биография
Людовик Бурс родился во французском городе Понтиви (департамент Морбиан). Он начал карьеру с сочинения музыки для рекламных роликов, но потом стал снимать короткометражные фильмы, такие как Mes amis (1999), En attendant (2000), Spartacus (2003), и Sirene Song (2005). Вскоре стал сотрудничать с Мишелем Хазанавичусом в фильмах Агент 117: Каир — шпионское гнездо, Агент 117: Миссия в Рио и, наконец, в фильме Артист, получившем премии Сезар, Золотой глобус и Оскар в 2012 году.

## Фильмография
| Год  | Фильм                              |
| ---- | ---------------------------------- |
| 1999 | Мои друзья                         |
| 2000 | C.D.D.                             |
| 2000 | En attendant                       |
| 2003 | Спартак                            |
| 2005 | Sirene Song                        |
| 2006 | Агент 117: Каир — шпионское гнездо |
| 2009 | Here to Stay                       |
| 2009 | Агент 117: Миссия в Рио            |
| 2011 | Артист                             |
| 2012 | Шутки в сторону                    |
| 2013 | Завершить историю                  |
| 2016 | Выжившие после кораблекрушения     |
| 2018 | Домашний арест (телесериал)        |
| 2019 | Бунтарки                           |
| 2019 | Игра в дурака                      |

## Награды

### Победы
- Премия «Оскар» за лучшую музыку к фильму
- Премия BAFTA за лучшую музыку к фильму
- Broadcast Film Critics Association Award for Best Composer
- Премия «Сезар» за лучшую музыку к фильму
- Chicago Film Critics Association Award for Best Original Score
- European Film Awards/Лучший композитор
- Премия «Золотой глобус» за лучшую музыку к фильму
- Сезар

### Номинации
- Общество кинокритиков Бостона
- San Diego Film Critics Society